# テーブル・ロックの決闘
テーブル・ロックの決闘（テーブル・ロックのけっとう、en:Tension at Table Rock）は、1956年に公開されたアメリカ合衆国の西部劇映画。
監督チャールズ・マーキス・ウォーレン。出演リチャード・イーガン 、ドロシー・マローン。

## キャスト
| 役名                   | 俳優                       | 日本語吹替                    |
| 役名                   | 俳優                       | フジテレビ版                  |
| ---------------------- | -------------------------- | ----------------------------- |
| ウェス・タンクレッド   | リチャード・イーガン       | 若山弦蔵                      |
| ローラ・ミラー         | ドロシー・マローン         | 水城蘭子                      |
| フレッド・ミラー保安官 | キャメロン・ミッチェル     | 納谷悟朗                      |
| ジョディ・バロウズ     | ビリー・チャピン           | 英保久美子                    |
| ハリー・ジェイムスン   | ロイヤル・ダノ             | 田村錦人                      |
| カーク                 | エドワード・アンドリュース | 塩見竜介                      |
| ハンプトン             | ジョン・デナー             | 岡部政明                      |
| ジム・ブレック         | デフォレスト・ケリー       | 細井重之                      |
| エド                   | ジョー・デ・サンティス     | 前沢迪雄                      |
| キャシィ               | アンジー・ディキンソン     | 北浜晴子                      |
| サム・マードック       | ポール・リチャード         | 勝田久                        |
| ケインズ副保安官       | モート・ミルズ             | 小林清志                      |
| スヴェンソン・ブリンク | ジョエル・アシュリー       | 諏訪孝二                      |
| その他                 | N/A                        | 緑川稔 増岡弘                 |
|                        |                            |                               |
| 演出                   | 演出                       | 菊池弘                        |
| 翻訳                   | 翻訳                       | 鈴木導                        |
| 調整                   | 調整                       | 笹岡栄太郎                    |
| 効果                   | 効果                       | 赤塚不二夫 PAG                |
| 選曲                   | 選曲                       | 柄沢俊之                      |
| 制作                   | 制作                       | 翻訳工房 フジテレビ           |
| 初回放送               | 初回放送                   | 1967年1月6日 『テレビ名画座』 |